# Хлюстин, Борис Павлович
Бори́с Па́влович Хлю́стин (5 февраля 1884 — 20 августа 1949) — советский военно-морской деятель, инженерный работник, профессор (1939), доктор военно-морских наук (1947), инженер-контр-адмирал (1940).

## Служба
На воинской службе с 1901 года. Окончил Морской Кадетский Корпус 1-м по успеваемости в 1904 году.
Прибыл в Порт-Артур и был назначен в Квантунский флотский экипаж, ровно через месяц после неожиданной атаки японцев в ночь на 27 января (9 февраля) 1904 года на корабли Тихоокеанской эскадры, стоявшие на внешнем рейде.
Приказом командующего флотом вице-адмирала С. О. Макарова 1 (14) марта 1904 года назначен вахтенным начальником на эскадренный броненосец «Ретвизан». На броненосце был в должности вахтенного начальника до 19 июня 1904 года. В этот же день контр-адмиралом В. К. Витгефтом (вице-адмирал Макаров к этому времени погиб) переведён в той же должности на миноносец «Статный». Принял участие в боях с японским флотом. 26 февраля 1906 года с миноносца «Статный» переведён на миноносец «Скорый». Далее, в 1908 году назначен старшим офицером эскадренного миноносца «Сибирский Стрелок».
В 1910 году окончил гидрографическое отделение Николаевской морской академии и в том же году зачислен в штурманские офицеры 1-го разряда.
С октября 1910 года назначен старшим штурманским офицером линейного корабля «Андрей Первозванный», в должности находился до марта 1912 года. Далее, с 26 мая до 10 октября исполнял должность Флагманского штурманского офицера штаба 2-й Минной дивизии Балтийского моря.
С 10 октября 1912 года до 14 июля 1914 года — штатный преподаватель Морского кадетского корпуса. С 14 июля по 1918 год — помощник инспектора классов Морского Е. И. В. наследника цесаревича Корпуса. С октября 1918 года по май 1922 года — преподаватель и заведующий учебными пособиями Военно-морского училища, с мая по июль 1929 года — начальник учебного отдела и помощник начальника Военно-морского училища, с июля по май 1932 года — преподаватель Военно-морского училища.
В высшем военно-морском училище им. М. В. Фрунзе: начальник цикла кораблевождения (05.1932 — 11.1939), начальник кафедры кораблевождения (11.1939 — 04.1940), начальник кафедры навигации (04.1940 — 11.1941). Начальник кафедры кораблевождения в Высшем военно-морском пограничном училище НКВД (11.1941 — 05.1943), преподаватель цикла кораблевождения Курсов офицерского состава Краснознамённого Балтийского флота (05.1943 — 05.1944). Начальник кафедры девиации ВВМУ им. М. В. Фрунзе (05.1944 — 07.1947), начальник кафедры кораблевождения Высшего военно-морского пограничного училища (09.1947 — 03.1949).

### Звания
- Мичман (28 января 1904);[1]
- Лейтенант (произведён за отличие в военное время 6 декабря 1906);
- Старший лейтенант 6 декабря 1910;
- Капитан 2-го ранга 6 декабря 1913;
- Инженер-флагман 3-го ранга (17 марта 1936);[2][3]
- Инженер-контр-адмирал (4 июня 1940).[4]

### Награды
Награждён орденами: Святого Владимира 4-й степени с мечами и бантом (07.02.1905), Святой Анны 3-й степени с мечами и бантом (12.12.1905) , Святой Анны 4-й степени с надписью «За храбрость» (25.06.1907) , Святого Станислава 2-й степени (1913), Святой Анны 2-й степени (30.07.1915), Красной Звезды (1939), Красного Знамени (1944), Ленина (1945), Красного Знамени (1947).

### Память
- Научно-исследовательское судно «Профессор Хлюстин».[7]
- мыс Хлюстина в Антарктиде (Земля Виктории, 68°24′ ю.ш., 148°39′ в.д., мыс открыт в 1958 году, название мысу присвоено не позже 1965 года)[8].

## Публикации
Всего на счету Бориса Павловича числится 35 печатных трудов.
- Учебник «Мореходная астрономия» издавался семь раз, как правило, в переработанном виде (последнее посмертное издание в соавторстве с Б. И. Красавцевым было сделано в 1959 году.
- Учебник «Девиация магнитного компаса» издавался тоже семь раз.
- Учебник «Сборник задач по мореходной астрономии», несколько раз переиздавался, в последнем издании (1941) приведено около 2000 задач.